# フローティング・ポイント
『フローティング・ポイント』（Floating Point）は、ジョン・マクラフリンが2008年に発表したスタジオ・アルバム。

## 背景
マクラフリンは2007年、インドに8か月滞在しており、その間にレコーディングが行われた。本作に参加したバンドの主要メンバーのうち、ルイス・バンクス（キーボード）、ランジット・バロット（ドラムス）、シヴァマニ（パーカッション）は、いずれもインド出身のミュージシャンで、そのうちバンクスは、本作に先がけてリリースされたアルバム『マイルス・フロム・インディア』（インド人ミュージシャンを迎えて制作されたマイルス・デイヴィスのトリビュート・アルバム）でもマクラフリンと共演している。なお、フランス人ベーシストのアドリアン・フェローは、スケジュールの問題のためオーバー・ダビングでの参加となった。

## 反響・評価
アメリカの『ビルボード』では、ジャズ・アルバム・チャートで14位に達した。
Michael G. Nastosはオールミュージックにおいて5点満点中4点を付け「前作『インダストリアル・ゼン』がジャム重視の作風だったのに対し、本作のバンドはより焦点が定まって、かつ調和を見せており、たとえ技巧派のメロディや性急でリズミックなファンクを演奏していても、実に深みのある息吹が共存している」と評している。ジョン・ケルマンはAll About Jazzにおいて5点満点中4.5点を付け「そもそも『フュージョン』という言葉は、極めて幅広い可能性を示しており、その意味では、マクラフリンの膨大なディスコグラフィの中でも、特に優れたフュージョン・アルバムの一つである」と評している。また、John Fordhamは『ガーディアン』紙のレビューで満点の5点を付け「マクラフリンは1960年代後半よりインド音楽に関心を抱いてきたが、この怒涛の新作は、インドのクロスオーヴァー・ミュージックにおける最前線の奏者達も、マクラフリン本人と同等の原動力となっているように響く」と評している。

## 収録曲
全曲ともジョン・マクラフリン作。
1. アバジ - "Abbaji (For Alla Rakha)" - 9:01
2. ラジュ - "Raju" - 8:21
3. マハリナ - "Maharina" - 6:09
4. オフ・ザ・ワン - "Off the One" - 6:55
5. ザ・ヴォイス - "The Voice" - 9:19
6. インサイド・アウト - "Inside Out" - 8:30
7. 14U - "14U" - 7:07
8. ファイヴ・ピース・バンド - "Five Peace Band" - 7:11

### 日本盤ボーナス・トラック
1. ホメージ - "Homage" - 6:24

## 参加ミュージシャン
- ジョン・マクラフリン - ギターシンセサイザー(all songs)、ギター(on #2, #4, #6, #8)
- ルイス・バンクス - キーボード
- アドリアン・フェロー（英語版） - エレクトリックベース
- ランジット・バロット（英語版） - ドラムス
- シヴァマニ（英語版） - パーカッション(all songs)、ボイスパーカッション(on #6)
- ジョージ・ブルックス - ソプラノ・サクソフォーン(on #1)
- デバシシュ・バタチャルヤ（英語版） - ヒンドゥスターニー・スライドギター(on #2)
- シャシャーンク - バンブー・フルート(on #4)
- シャンカル・マハデヴァン - ボーカル(on #5)
- U・ラジェシュ - エレクトリック・マンドリン(on #6)
- ナヴィーン・クマール - バンブー・フルート(on #7)
- ニラドリ・クマール - Zitar (on #8)